# Albert I. (Belgien)

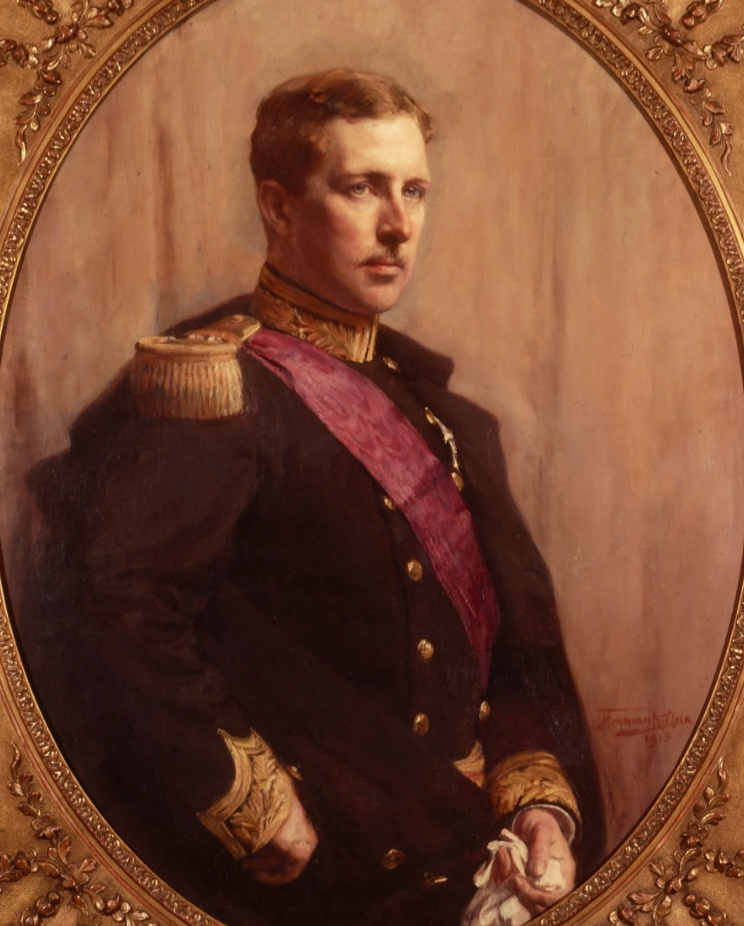
Albert I von Belgiën

Albert I., gebürtig Prinz Albert Léopold Clément Marie Meinrad von Belgien (* 8. April 1875 im Palais de la Régence, Brüssel; † 17. Februar 1934 bei Marche-les-Dames, einer Teilgemeinde von Namur in Belgien) in männlicher Linie Nachkomme des Hauses Sachsen-Coburg-Saalfeld, war von 1909 bis zu seinem Tod König der Belgier.

## Herkunft und frühe Jahre

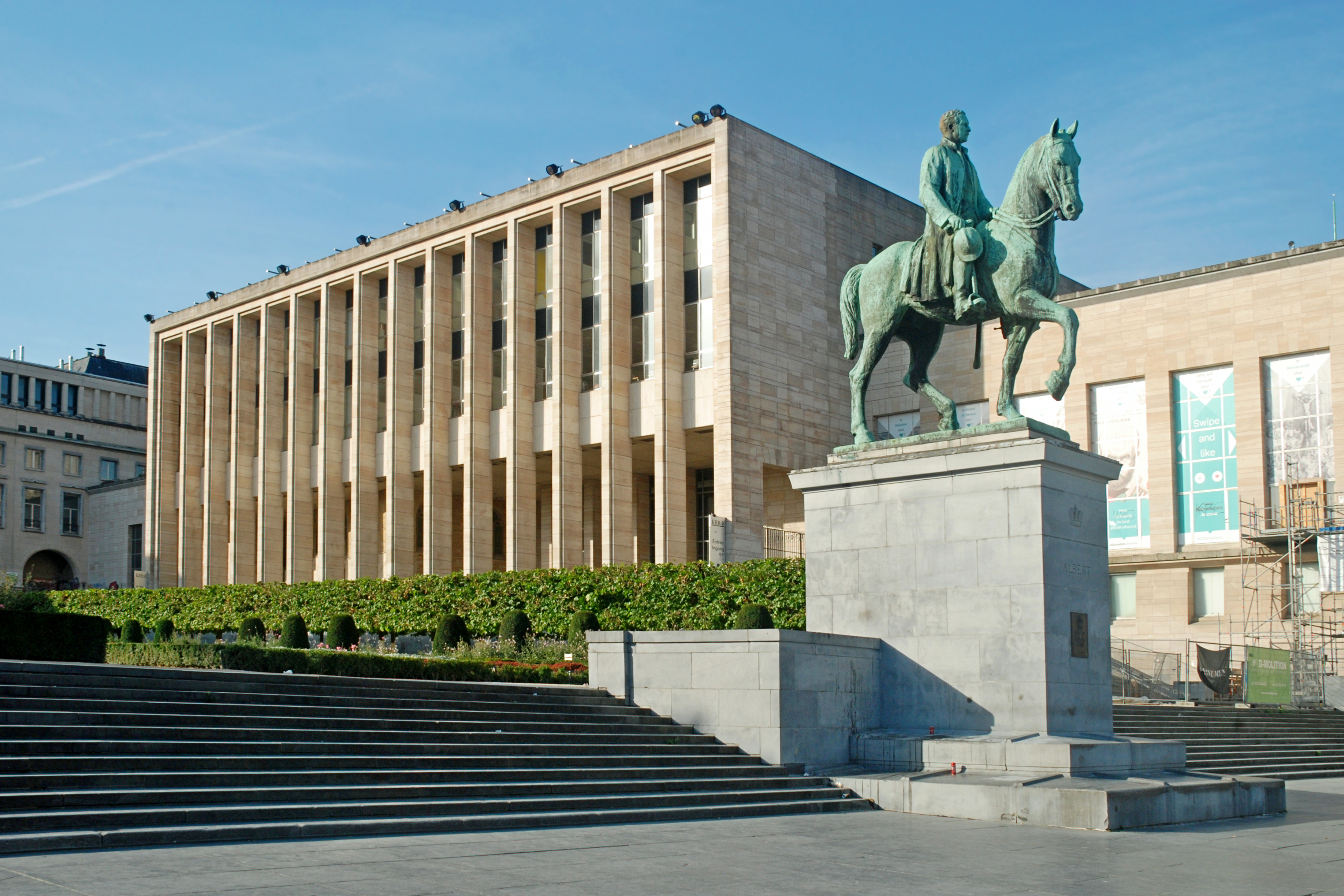
Reiterstatue von König Albert I. vor der Königlichen Bibliothek von Belgien (Alfred Courtens, 1951).

Prinz Albert von Belgien wurde am 8. April 1875 als fünftes Kind und zweitgeborener Sohn von Prinz Philippe, Graf von Flandern und dessen Gemahlin Maria Luise von Hohenzollern-Sigmaringen geboren. Sein Vater war der jüngere Bruder des regierenden belgischen Königs Leopold II., und der Neugeborene stand am Tage seiner Geburt an vierter Stelle der Thronfolge. Kronprinz Leopold war jedoch schon 1869 gestorben, und als Alberts älterer Bruder Prinz Baudouin 1891 ebenfalls starb, galt Albert ab dann als präsumtiver Erbe der belgischen Krone. Seit dem Tod seines Vaters 1905 war er direkter Thronerbe.
Die Ausbildung des jungen Prinzen war militärisch und naturwissenschaftlich-technisch ausgerichtet. Albert wurde als fleißiger und strebsamer Schüler charakterisiert, der sich gewissenhaft auf seine mögliche Aufgabe als Monarch vorbereitete. 1891 trat Albert in die Königliche Militärakademie in Brüssel ein und wurde 1892 zum Leutnant eines Grenadier-Regiments ernannt.
Von 1893 bis 1909 war Prinz Albert Mitglied des Senats. In dieser Funktion zeigte er echtes Interesse an der Situation der belgischen Arbeiterschaft und reiste persönlich inkognito in Arbeiterviertel, um sich von deren Lebensbedingungen zu überzeugen. Daneben trat er öffentlich für die Verbesserung der Infrastruktur und der Marine ein. Im Frühjahr 1898 unternahm Albert eine viermonatige Reise durch Nordamerika, die ihn u. a. nach New York City, Washington, D.C., Boston, Los Angeles, San Francisco, Montreal und Québec führte. 1908 unternahm er eine ausgedehnte Reise durch Belgisch-Kongo, das bis kurz vorher persönliches Eigentum seines Onkels Leopold II. war. Der Prinz fand eine völlig heruntergekommene und ausgebeutete Kolonie vor und fasste den Entschluss, Reformen zum Schutze der Einheimischen anzustoßen.

## Ehe und Nachkommen

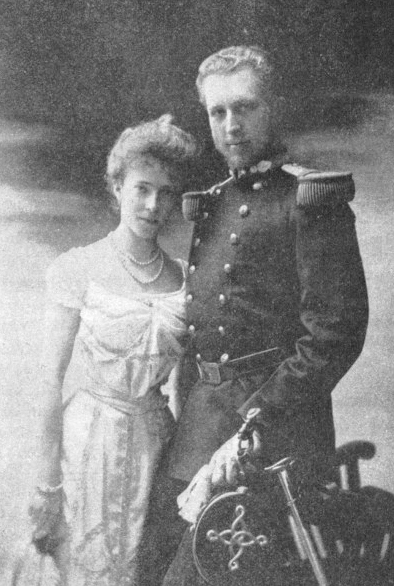
Königin Elisabeth und Albert I.

Am 2. Oktober 1900 heiratete Albert in München die Wittelsbacher-Prinzessin Elisabeth Gabriele in Bayern, zweitälteste Tochter des berühmten Augenarztes Carl Theodor in Bayern (Bruder der österreichischen Kaiserin Elisabeth) und dessen Gemahlin Maria Josepha von Portugal. Die beiden hatten sich 1897 bei einem Familienbegräbnis in Frankreich kennengelernt und konnten ihre Liebeshochzeit durchsetzen. Aus der Ehe, die als überaus vertrauens- und liebevoll beschrieben wurde, gingen drei Kinder hervor:
- Léopold (* 3. November 1901; † 25. September 1983), Herzog von Brabant, als Leopold III. von 1934 bis 1951 König der Belgier ⚭ 1. Astrid von Schweden; 2. Mary Lilian Baels
- Charles (* 10. Oktober 1903; † 1. Juni 1983), Graf von Flandern, Prinz von Belgien
- Marie-José (* 4. August 1906; † 27. Januar 2001), Prinzessin von Belgien ⚭ König Umberto II. von Italien

## Als König (1909 bis 1934)

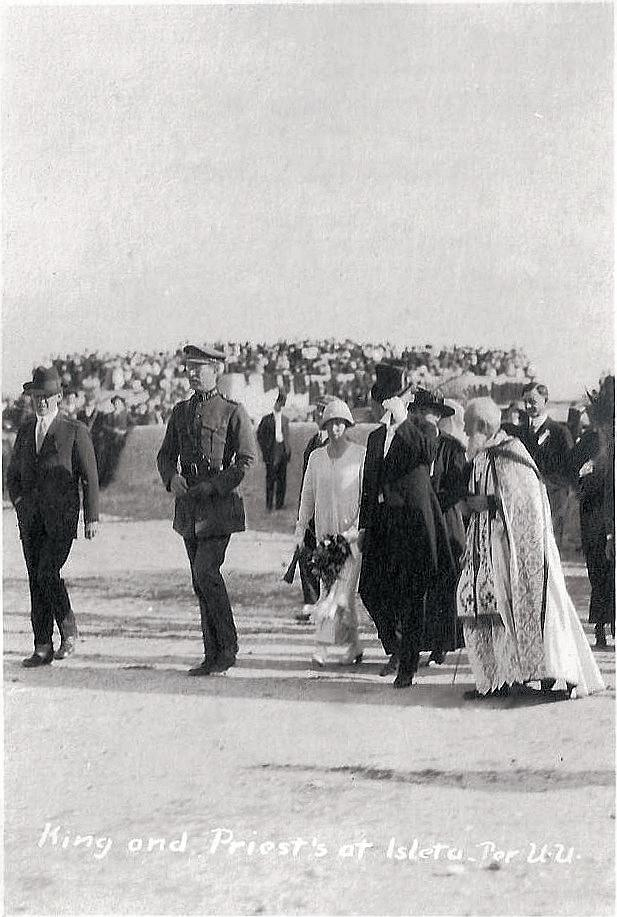
König Albert I. und Königin während ihres Besuchs in Isleta pueblo 1919 mit dem Gouverneur des Bundesstaates und Padre Anton Docher

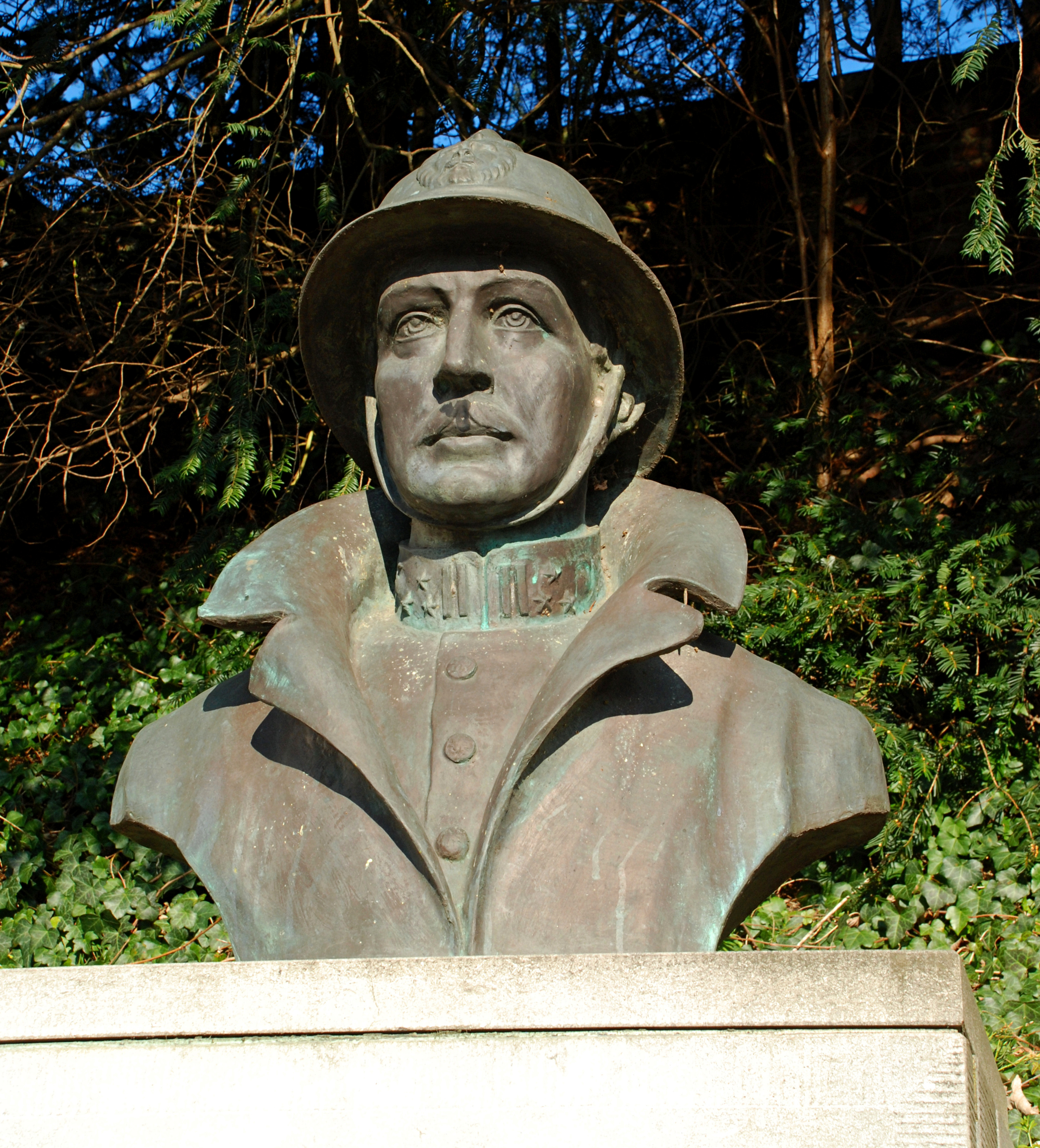
Büste von Albert I. in Ottignies.

Nach 44-jähriger Herrschaft verstarb Leopold II. am 17. Dezember 1909. Sechs Tage später leistete der 34-jährige Albert seinen Eid auf die belgische Verfassung und wurde als Albert I. zum neuen König proklamiert. Er war der erste belgische Monarch, der seine Eidesformel nicht nur in Französisch leistete, sondern auch in Flämisch. Anschließend wurde das neue Herrscherpaar in Brüssel von einer begeisterten Menschenmenge umjubelt. Aufgrund ihres anspruchslosen und harmonischen Familienlebens, das im Gegensatz zum autokratischen Stil des Vorgängers stand, erfreuten sich König und Königin größter Beliebtheit im Volk.
In den frühen Jahren seiner Regentschaft hielt sich Albert strikt an seine verfassungsmäßige Rolle und umgab sich mit liberalen Persönlichkeiten wie Julius Ingenbleek oder Harry Jungbluth. Weiterhin versuchte er die Kluft zwischen Monarchie und Bevölkerung zu verringern, indem er beispielsweise auf eine bewaffnete Eskorte verzichtete und es Journalisten ermöglichte, ihn auf Reisen zu begleiten. Außenpolitisch versuchte Albert zu Frankreich und dem Deutschen Reich gute Beziehungen zu unterhalten, doch als in den 1910er Jahren die Kriegsgefahr in Europa immer größer wurde, vergrößerte er 1913 durch eine Heeresreform die belgische Armee auf rund 350.000 Mann.

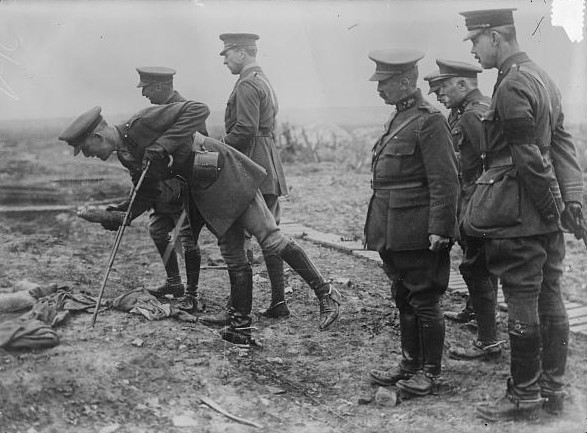
Albert I. mit Gefolge an der Front

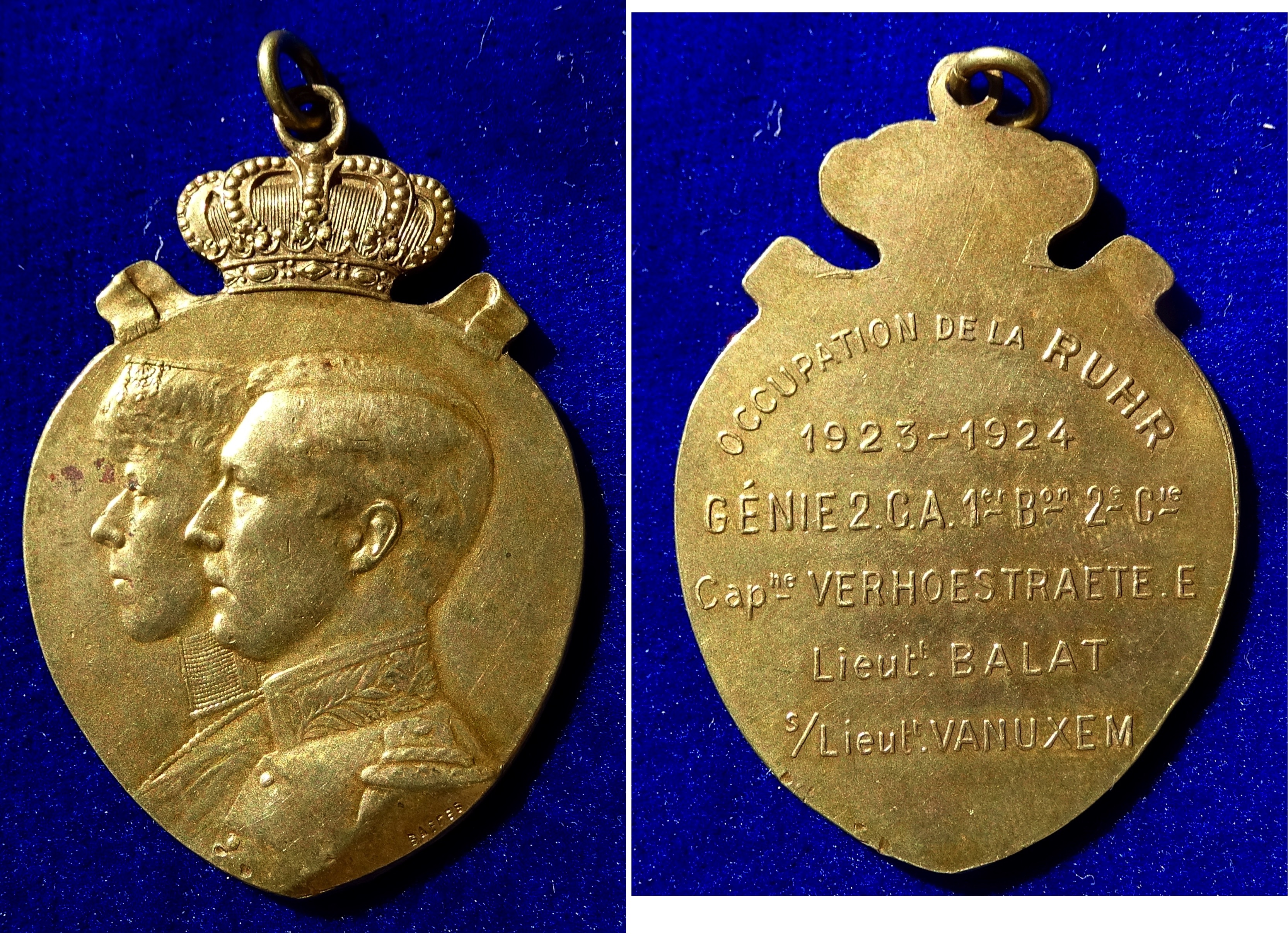
Doppelportrait von Albert & Elisabeth 1924 auf der Vorderseite einer militärischen Medaille zur Ruhrbesetzung. Auf der Rückseite sind die Namen von drei an der Besetzung des Ruhrgebietes beteiligten belgischen Offizieren.

Nach Ausbruch des Ersten Weltkriegs lehnte er die Forderungen des benachbarten Deutschen Reiches nach freiem Durchmarsch seiner Truppen durch das neutrale Belgien ab und ließ nach deren Einmarsch am 3. August 1914 das belgische Territorium verteidigen. Wie von der Verfassung für den Verteidigungsfall vorgesehen, übernahm der König nun den Oberbefehl über die Streitkräfte. Es gelang seiner Armee, den Vormarsch der deutschen Truppenverbände lange genug aufzuhalten (Belagerung Antwerpens), um Frankreich und Großbritannien Zeit zur Vorbereitung der Marneschlacht (5.–12. September 1914) zu geben. Während des Krieges war Belgien zu fast 99 % besetzt und unterlag einer harten deutschen Besatzungspolitik. König Albert war zum Widerstand entschlossen und setzte die Kampfhandlungen mit den Resten seiner Armee von französischem Territorium und vom unbesetzten Belgien hinter der Yser-Front aus im Stellungskrieg fort. Die königliche Familie teilte das Schicksal ihrer Untertanen und Soldaten: Elisabeth diente als Krankenschwester und der Kronprinz als Offizier an der Front. Erst im Sommer 1918 wendete sich das Kriegsblatt endgültig zugunsten der Entente. Als Kommandeur der Heeresgruppe Flandern, die aus belgischen, britischen und französischen Truppenteilen bestand, führte Albert eine letzte Offensive, die den Westen Flanderns bis zum Waffenstillstand am 11. November 1918 befreite. Beim Einzug in Brüssel wurde die Königsfamilie am 22. November enthusiastisch empfangen und Albert bildete mit der „Regierung der Nationalen Vereinigung“ eine Einheitsregierung aus Vertretern der drei großen Parteien (Katholiken, Liberale, Sozialisten). Gemeinsam mit dieser Regierung trieb Albert den Wiederaufbau des zerstörten Landes voran; auch mit Mitteln aus seinem Privatvermögen. Weiterhin versprach er seinem Volk liberale Reformen, die Einführung des allgemeinen Wahlrechts und die Gründung einer flämischen Universität in Gent.
1919 nahm König Albert an der Pariser Friedenskonferenz teil, um Belgiens außen- und sicherheitspolitische Interessen zu wahren und um Reparationen von Deutschland zu bekommen, denn Hauptthema seiner späteren Herrschaft war der Wiederaufbau seines Landes, der sogar so weit ging, dass sich belgische Truppen 1923 an der Ruhrbesetzung beteiligten.
Als erster regierender europäischer Monarch besuchte Albert mit seiner Gemahlin Elisabeth 1919 die Vereinigten Staaten.
1934 besuchte Albert Palästina und das Heilige Land. Er pilgerte zum Heiligen Grab in die Jerusalemer Grabeskirche. In Jerusalem wurde er durch Luigi Barlassina, den Patriarchen von Jerusalem, zum Ritter vom Heiligen Grab zu Jerusalem geschlagen und in den Päpstlichen Laienorden aufgenommen.

## Alpinismus

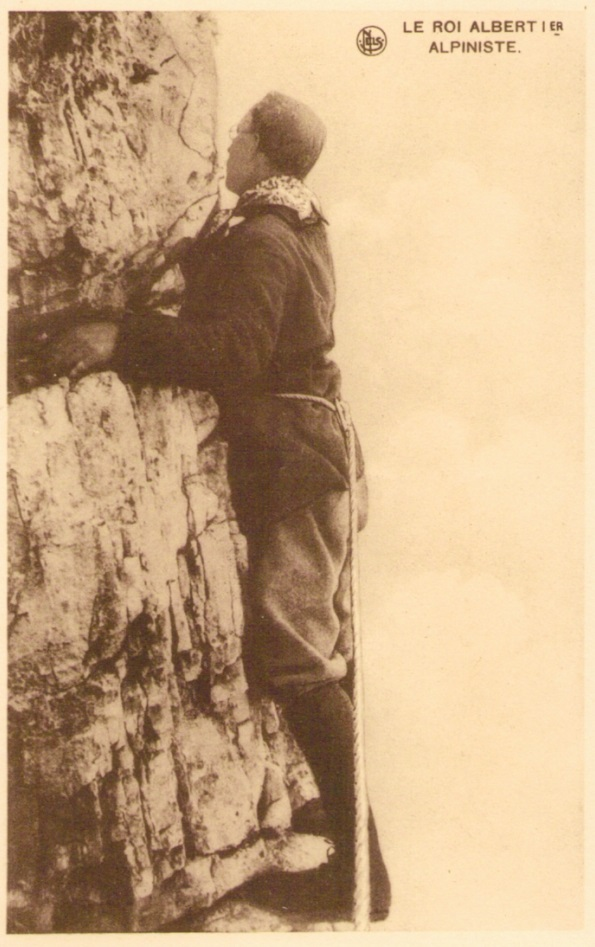
König Albert I. beim Klettern um 1910

Albert I. war ein begeisterter Bergsteiger und Kletterer, dessen Interesse am Alpinismus 1901 durch einen Vortrag des Sekretärs des Stifters der Solvayhütte am Matterhorn geweckt wurde. 1907 gelang Albert mit seiner Frau Elisabeth und den Bergführern Martin Schocher und Benedikt Supersaxo die Erstbegehung des Nordost-Grates des Piz Caral (3421 m). Im Jahr 1908 konnte er mit drei Bergführern das Matterhorn (4478 m) über den Hörnligrat besteigen. Nach seiner Krönung absolvierte er die schweren Klettertouren in den Dolomiten, beispielsweise die Südwand der Marmolata (3343 m) oder die 14. Begehung der Preußwand (V. Schwierigkeitsgrad) in der Ostwand des Campanile Basso (2883 m) zusammen mit Tita Piaz. Albert I. buchte häufig die südtiroler Bergführerin Paula Wiesinger für Klettertouren in den Dolomiten, daraus entstand eine langjährige Freundschaft. Er galt als König der Berge.
Seit 1994 wird von der in Zürich ansässigen Stiftung King Albert I Memorial Foundation alle zwei Jahre der nach Albert I. benannte Albert Mountain Award an Personen oder Organisationen für außerordentliche Verdienste in der alpinen Welt u. a. in den Bereichen Wissenschaft, Kunst, sozialen Projekten, Unfallverhütung, Umweltschutz und Ausbildung verliehen.

## Tod

Grabstätte König Alberts I.

König Albert I. starb im Alter von 58 Jahren am 17. Februar 1934, als er alleine in den Ardennen bei Marche-les-Dames kletterte. Dieser Ort ist seit einer Gebietsreform 1977 eine Teilgemeinde von Namur und liegt etwa 8 km stromabwärts an der Maas. Der offizielle Bericht nannte als Todesursache einen Kletterunfall. Daneben wurden und werden andere Todesursachen vermutet, z. B. ein Attentat oder ein Suizid. Der amtliche Bericht erwähnte eine für einen Absturz untypische Auffindeposition; zwei bis drei Meter neben dem Toten wurde ein einzelner blutiger Stein gefunden. Eine DNA-Analyse, bei der gefundene Blutreste mit lebenden Verwandten des Königs abgeglichen wurden, ergab 2016 eine Bestätigung des amtlichen Berichts, wonach Albert I. tatsächlich beim Klettern abgestürzt war.

Am Fuß des Felsens an der Absturzstelle gibt es eine Erinnerungsstätte. Seit Alberts Tod wird der Felsen auch Roche fatale (etwa: „Todesfelsen“) genannt, wonach in Belgien sogar Straßen benannt sind, z. B. die Rue de la Roche Fatale/Noodlottige rotsstraat in Woluwe-Saint-Lambert/Sint-Lambrechts-Woluwe. 

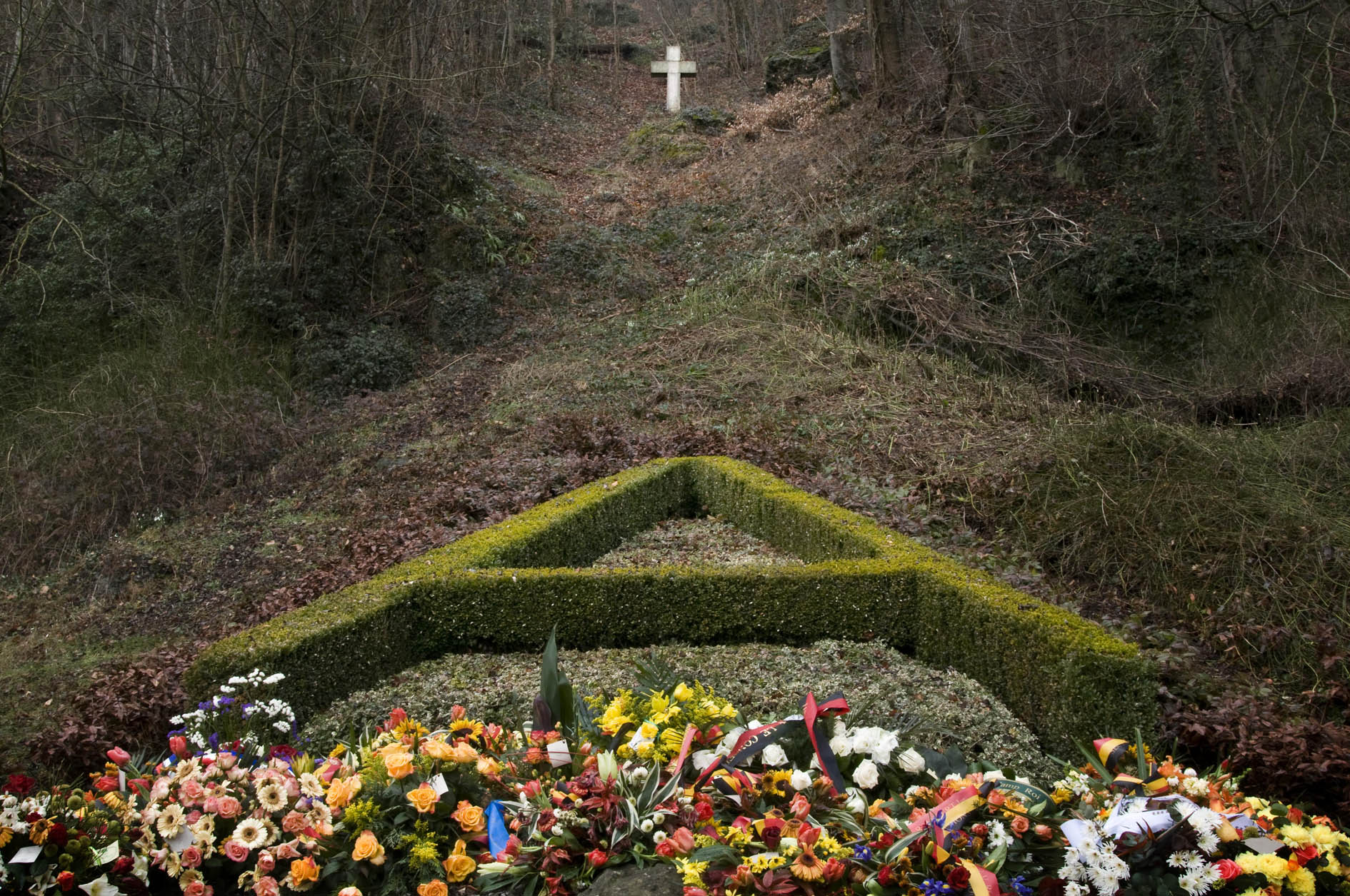
Gedenkstätte an der Absturzstelle bei Marche-Les-Dames/Namur

Dokumentiert ist sein Tod in dem 1934 entstandenen Wandgemälde Library von Bernard Zakheim (1898–1985) im Coit Tower, San Francisco.
Alberts ältester Sohn (1901–1983) folgte ihm als Leopold III. nach. Er regierte Belgien von 1934 bis 1951 und dankte dann zugunsten seines Sohnes Baudouin ab.

Albert I. wurde in der königlichen Gruft der Liebfrauenkirche von Laeken beigesetzt.

## Bewertung
Albert hat neben dem ersten König der Belgier, Leopold I., das größte Renommee. Der Historiker Christoph Driessen schreibt über ihn in seiner Geschichte Belgiens: „Der Ritterkönig, der seine Soldaten selbst ins Feld führte, verlustreiche Offensiven aber vermied und nach dem Krieg die Demokratisierung seines Landes und den Ausbau des Sozialstaats vorantrieb, gilt als belgischer Nationalheld schlechthin. (…) Es dürfte in der Geschichte nicht viele Monarchen gegeben haben, die sich derart um die Demokratie verdient gemacht haben wie der in jeder Hinsicht außergewöhnliche Albert.“

## Vorfahren
|  |                                                      |  |  |  |  |  |  |  |  |  |  |  |  |
|  | Franz von Sachsen-Coburg-Saalfeld (1750-1806)        |  |  |  |  |  |  |  |  |  |  |  |  |
|  |                                                      |  |  |  |  |  |  |  |  |  |  |  |  |
|  |                                                      |  |  |  |  |  |  |  |  |  |  |  |  |
|  | Leopold I. König der Belgier (1790-1865)             |  |  |  |  |  |  |  |  |  |  |  |  |
|  |                                                      |  |  |  |  |  |  |  |  |  |  |  |  |
|  |                                                      |  |  |  |  |  |  |  |  |  |  |  |  |
|  | Auguste Reuß zu Ebersdorf (1757-1831)                |  |  |  |  |  |  |  |  |  |  |  |  |
|  |                                                      |  |  |  |  |  |  |  |  |  |  |  |  |
|  |                                                      |  |  |  |  |  |  |  |  |  |  |  |  |
|  | Philipp von Belgien (1837–1905)                      |  |  |  |  |  |  |  |  |  |  |  |  |
|  |                                                      |  |  |  |  |  |  |  |  |  |  |  |  |
|  |                                                      |  |  |  |  |  |  |  |  |  |  |  |  |
|  | Louis-Philippe I. König der Franzosen, (1773-1850)   |  |  |  |  |  |  |  |  |  |  |  |  |
|  |                                                      |  |  |  |  |  |  |  |  |  |  |  |  |
|  |                                                      |  |  |  |  |  |  |  |  |  |  |  |  |
|  | Louise d’Orléans (1812–1850)                         |  |  |  |  |  |  |  |  |  |  |  |  |
|  |                                                      |  |  |  |  |  |  |  |  |  |  |  |  |
|  |                                                      |  |  |  |  |  |  |  |  |  |  |  |  |
|  | Maria Amalia von Neapel-Sizilien (1782-1866)         |  |  |  |  |  |  |  |  |  |  |  |  |
|  |                                                      |  |  |  |  |  |  |  |  |  |  |  |  |
|  |                                                      |  |  |  |  |  |  |  |  |  |  |  |  |
|  | Albert I. König der Belgier                          |  |  |  |  |  |  |  |  |  |  |  |  |
|  |                                                      |  |  |  |  |  |  |  |  |  |  |  |  |
|  |                                                      |  |  |  |  |  |  |  |  |  |  |  |  |
|  | Karl von Hohenzollern-Sigmaringen (1785-1853)        |  |  |  |  |  |  |  |  |  |  |  |  |
|  |                                                      |  |  |  |  |  |  |  |  |  |  |  |  |
|  |                                                      |  |  |  |  |  |  |  |  |  |  |  |  |
|  | Karl Anton von Hohenzollern (1811-1885)              |  |  |  |  |  |  |  |  |  |  |  |  |
|  |                                                      |  |  |  |  |  |  |  |  |  |  |  |  |
|  |                                                      |  |  |  |  |  |  |  |  |  |  |  |  |
|  | Antoinette Murat (1793-1847)                         |  |  |  |  |  |  |  |  |  |  |  |  |
|  |                                                      |  |  |  |  |  |  |  |  |  |  |  |  |
|  |                                                      |  |  |  |  |  |  |  |  |  |  |  |  |
|  | Maria Luise von Hohenzollern-Sigmaringen (1845-1912) |  |  |  |  |  |  |  |  |  |  |  |  |
|  |                                                      |  |  |  |  |  |  |  |  |  |  |  |  |
|  |                                                      |  |  |  |  |  |  |  |  |  |  |  |  |
|  | Karl Großherzog von Baden (1786-1818)                |  |  |  |  |  |  |  |  |  |  |  |  |
|  |                                                      |  |  |  |  |  |  |  |  |  |  |  |  |
|  |                                                      |  |  |  |  |  |  |  |  |  |  |  |  |
|  | Josephine von Baden (1813-1900)                      |  |  |  |  |  |  |  |  |  |  |  |  |
|  |                                                      |  |  |  |  |  |  |  |  |  |  |  |  |
|  |                                                      |  |  |  |  |  |  |  |  |  |  |  |  |
|  | Stéphanie de Beauharnais (1789-1860)                 |  |  |  |  |  |  |  |  |  |  |  |  |
|  |                                                      |  |  |  |  |  |  |  |  |  |  |  |  |
|  |                                                      |  |  |  |  |  |  |  |  |  |  |  |  |